# Виборчий округ 39
Виборчий округ 39 — виборчий округ в Дніпропетровській області. В сучасному вигляді був утворений 28 квітня 2012 постановою ЦВК №82 (до цього моменту існувала інша система виборчих округів). Окружна виборча комісія цього округу розташовується в приміщенні Васильківської районної ради за адресою смт. Васильківка, вул. Партизанська, 150.
До складу округу входять місто Синельникове, а також Васильківський, Межівський, Петропавлівський, Покровський і Синельниківський райони. Виборчий округ 39 межує з округом 36 на півночі, з округом 178 і округом 47 на північному сході, з округом 50 і округом 49 на сході, з округом 59 на південному сході, з округом 82 на півдні і на південному заході, з округом 29 і округом 40 на заході та з округом 38 і округом 24 на північному заході. Виборчий округ №39 складається з виборчих дільниць під номерами 120035-120061, 120243-120256, 120258-120263, 120392-120440, 120481-120522, 120917-120922 та 120924-120935.

## Народні депутати від округу
| Ім'я                      | Фото | Партія          | Скликання | Дата набуття повноважень | Дата припинення повноважень |
| ------------------------- | ---- | --------------- | --------- | ------------------------ | --------------------------- |
| Самойленко Юрій Павлович  |      | Партія регіонів | 7-ме      | 12 грудня 2012           | 27 листопада 2014           |
| Ярош Дмитро Анатолійович  |      | Правий сектор   | 8-ме      | 27 листопада 2014        | 29 серпня 2019              |
| Северин Сергій Сергійович |      | Слуга народу    | 9-те      | 29 серпня 2019           |                             |

## Результати виборів

### Парламентські

#### 2019
Кандидати-мажоритарники:
- Северин Сергій Сергійович (Слуга народу)
- Пустова Марія Іванівна (Опозиційна платформа — За життя)
- Манько Валентин Миколайович (самовисування)
- Хорішко Володимир Дмитрович (самовисування)
- Гаврилов Микола Васильович (самовисування)
- Савінська Ілона Валеріївна (Опозиційний блок)
- Коваль Юрій Костянтинович (самовисування)
- Смирний Сергій Олександрович (самовисування)
- Гулієв Фархад Давід огли (самовисування)
- Сиромятніков Дмитро Юрійович (самовисування)
- Мелікян Гарік Альбертович (самовисування)
- Зигало Іван Вікторович (самовисування)

#### 2014
Кандидати-мажоритарники:
- Ярош Дмитро Анатолійович (Правий сектор)
- Пустова Марія Іванівна (самовисування)
- Куюмчян Мгер Санасарович (Батьківщина)
- Плеханов Дмитро Олександрович (Блок Петра Порошенка)
- Астіон Василь Миколайович (самовисування)
- Вакуленко Юрій Євгенійович (Заступ)
- Саратова Наталія Василівна (Комуністична партія України)
- Мазур Сергій Валерійович (Сильна Україна)
- Калініна Людмила Миколаївна (Радикальна партія)
- Самойленко Юрій Павлович (самовисування)
- Скворцов Віталій Олександрович (самовисування)
- Ковтун Володимир Васильович (самовисування)
- Козубський Іван Мартьянович (Блок лівих сил України)
- Чанкселян Сергій Васильович (самовисування)

#### 2012
Кандидати-мажоритарники:
- Самойленко Юрій Павлович (Партія регіонів)
- Волосянко Микола Іванович (УДАР)
- Булкін Дмитро Валерійович (Батьківщина)
- Дацько Тетяна Федорівна (Комуністична партія України)
- Барановський Володимир Миколайович (Україна майбутнього)
- Синенко Світлана Іванівна (самовисування)

## Явка
Явка виборців на окрузі: